# C-1412b
La C-1412b és una carretera comarcal que comença a la C-14, dins el terme municipal de Ponts, a la comarca de la Noguera, i mena a Tremp, capital de la comarca del Pallars Jussà. Té un recorregut de 60 quilòmetres.
Històricament, és un tram de l'antiga carretera C-1412, actualment dividida en diverses carreteres: la C-1412a, de Ponts a la N-II en el terme de Jorba, a l'Anoia, la C-1412b, la C-1412az (tram vell per l'interior de Calaf de l'actual C-1412a), i la C-1412bz (tram vell per l'interior d'Isona, Conques i Figuerola d'Orcau de l'actual C-1412b).
Travessa els termes municipals de Ponts, la Baronia de Rialb, Artesa de Segre, Isona i Conca Dellà i Tremp.

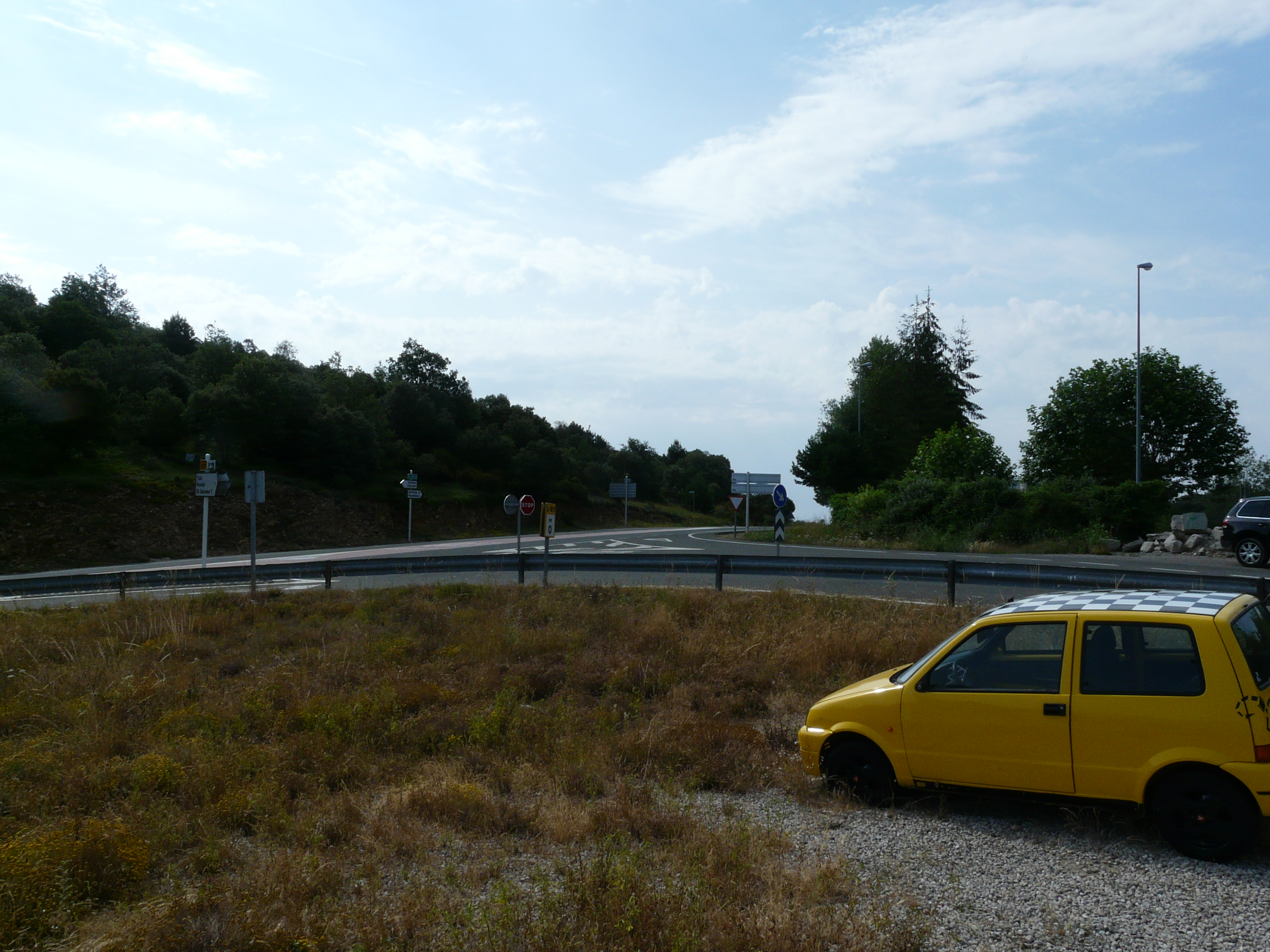
La C-1412b al seu pas pel coll de Comiols, amb el principi de la L-911 a la dreta de la imatge